# Spry (Pennsylvanie)
Spry est une census-designated place située dans le comté de York, dans l’État de Pennsylvanie, aux États-Unis. Lors du recensement de 2020, elle compte 5 237 habitants.